# Max Sommerfeld
Max Sommerfeld (* 25. Februar 1905 in Preußisch Stargard; † 10. Juni 1967 in Ahrensburg) war ein deutscher Politiker (SPD).

## Leben
Die Frühwaise Sommerfeld machte nach dem Besuch der Volksschule eine Gärtnerlehre und war Mitglied und Vorsitzender im Berufsverband der Gärtner in Danzig. 1923 wurde er Mitglied der SAJ, 1925 der SPD. Danach ging er im Rahmen eines Stipendiums an die staatliche Fachschule für Wirtschaft und Verwaltung in Berlin-Schmargendorf. Wenig später ging Sommerfeld nach Königsberg, wo er Vorsitzender des Ortsverein des Reichsbanners Schwarz-Rot-Gold wurde. Ihm gelang es auch, den Auslandspass zu behalten und die Kontakte zu anderen SPD-Mitgliedern aufrechtzuerhalten. Nachdem er mehrere Monate im Arbeitslager Gronowken interniert wurde, war er während des Zweiten Weltkriegs Soldat, flüchtete über den Seeweg nach Pommern und zog mit seiner Familie per Lastwagentreck nach Reinfeld in Holstein.
Sommerfeld berief nach dem Krieg die erste Flüchtlingsversammlung in Reinfeld ein. Er wurde kurz darauf Flüchtlingsvertreter im Vorstand des Kreisvereins Stormarn der SPD und später auch deren Vorsitzender. Er gehörte der ersten Bundesversammlung an und rückte am 19. Januar 1954 in den Landtag von Schleswig-Holstein nach, dem er bis August 1954 angehörte. Danach arbeitete er als Gewerkschaftssekretär in Hamburg.

## Veröffentlichungen
- Zur Arbeiterbewegung in Ostpreussen in „Mitteldeutscher Heimatbote“
- „Der Anteil der ostpreußischen Arbeiterbewegung am Widerstand gegen den Nationalsozialismus“, mit W. Matull, Jahrbuch der Albertus-Universität zu Königsberg/Preußen, Würzburg 1967